# ماركو بولات (لاعب كرة قدم)
ماركو بولات (بالكرواتية: Marko Bulat) هو لاعب كرة قدم كرواتي في مركز الوسط، ولد في 26 سبتمبر 2001 في شيبينيك في كرواتيا. لعب مع دينامو زغرب.

## وصلات خارجية
- ماركو بولات على موقع الاتحاد الأوربي (الإنجليزية)
- ماركو بولات على موقع اتحاد كرواتيا (الكرواتية)
- ماركو بولات على موقع إي إس بي إن إف سي (الإنجليزية)
- ماركو بولات على موقع قاعدة بيانات كرة القدم.إي يو (الإنجليزية)
- ماركو بولات على موقع ليكيب (الفرنسية)
- ماركو بولات على موقع Soccerbase.com (لاعب) (الإنجليزية)
- ماركو بولات على موقع Soccerway.com (الإنجليزية)
- ماركو بولات على موقع عالم كرة القدم.نت (الإنجليزية)
- ماركو بولات على موقع AS.com (الإسبانية)
- ماركو بولات على موقع GSA (الإنجليزية)